# Château de Bagneux
Ne doit pas être confondu avec Château du Vieux Bagneux.
Le château de Bagneux à Bournan (Indre-et-Loire) est un château fort dont la construction date du XIIIe au XVe siècle. Il est inscrit en 1927 au titre des Monuments Historiques.

## Historique
Ce domaine a porté les noms de: Baniolus (816), Banneoli (XIe siècle), Baigneux et Bagneux de Bournan (XVIIe siècle), Bagneux (XVIIIe siècle, carte de Cassini), Château de Bagneux (1832 et 1938, cadastre). Cet ancien fief relevait du château de Sainte-Maure. Guillaume de Beygnoux, ou de Bagneux, en fut le premier seigneur connu et vivait en 1331.
La construction de la forteresse s'est faite sur une base carrée comportant quatre tours d'enceinte dont deux sont tronquées. Les deux tours restantes ont un toit conique en ardoise dit « en poivrière » et ont conservé leurs mâchicoulis. Ses fenêtres à meneaux percées dans les tours et la façade montrent le lien entre son usage militaire et celui d'agrément.
Il est la propriété par la suite à la famille du Puy, par qui il passe à Louis de Bourbon, fils naturel du duc Charles Ier de Bourbon et de Jeanne du Puy. La demi-sœur de Louis de Bourbon, Jeanne de Bourbon, porte la terre par mariage à Jean, seigneur du Fau, maître d'hôtel du roi. 
Aux XVIIe et XVIIIe siècles, les familles de Benais, Le Fèvre de Caumartin, de la Varenne et Dangé d'Orsay en sont seigneurs.
Le président Armand Fallières assista, depuis le château, à la prise de Bagneux qui concluait les grandes manœuvres de l'ouest en septembre 1912, avant de recevoir le Grand-Duc Nicolas de Russie à Sainte-Maure.